# Agárdi-árok
Az Agárdi-árok Agárdtól délre ered, Fejér vármegyében. A patak forrásától kezdve északii irányban halad, majd Agárdnál eléri a Velencei-tavat.
Az Agárdi-árok vízgazdálkodási szempontból az Észak-Mezőföld és Keleti-Bakony Vízgyűjtő-tervezési alegység működési területéhez tartozik.

## Part menti település
- Agárd